# Georgian Airways
Georgian Airways (georgiska: ჯორჯიან ეარვეისი, Dzjordzjian Earveisi) är det nationella flygbolaget i Georgien. Bolagets historia började i september 1994 då bolaget Airzena började bedriva visst trafikflyg med Tbilisis internationella flygplats som hemmaflygplats. 1997 började bolaget bedriva reguljära flygningar efter tidtabell. 1999 fusionerades bolaget med konkurrenten Air Georgia som Airzena Georgian Airlines. Från och med 2004 använder bolaget det nuvarande namnet. 
Georgian Airways bedriver för närvarande enbart utrikesflyg med linjer till Paris, Frankfurt, Wien, Amsterdam, Aten, Kiev, Dubai, Tel-Aviv och Minsk. Därutöver bedriver bolaget även charterflyg.